# Episodi di Diario di una squillo perbene (quarta stagione)
La quarta e ultima stagione della serie televisiva Diario di una squillo perbene è stata trasmessa nel Regno Unito dal 1º febbraio al 22 marzo 2011 su ITV 2.
In Italia è andata in onda dal 10 giugno 2011 al 29 luglio 2011 su Fox Life.
| nº | Titolo originale | Titolo italiano          | Prima TV UK      | Prima TV Italia |
| -- | ---------------- | ------------------------ | ---------------- | --------------- |
| 1  | Episode 4.1      | Casa dolce casa          | 1º febbraio 2011 | 10 giugno 2011  |
| 2  | Episode 4.2      | Una donna d'affari       | 8 febbraio 2011  | 17 giugno 2011  |
| 3  | Episode 4.3      | Punto di non ritorno     | 15 febbraio 2011 | 24 giugno 2011  |
| 4  | Episode 4.4      | Una convivenza difficile | 22 febbraio 2011 | 1º luglio 2011  |
| 5  | Episode 4.5      | New York, arrivo!        | 1º marzo 2011    | 8 luglio 2011   |
| 6  | Episode 4.6      | Ritorno alla realtà      | 8 marzo 2011     | 15 luglio 2011  |
| 7  | Episode 4.7      | Una nuova prospettiva    | 15 marzo 2011    | 22 luglio 2011  |
| 8  | Episode 4.8      | Il giorno del giudizio   | 22 marzo 2011    | 29 luglio 2011  |